# آرون بروكس
آرون بروكس (بالإنجليزية: Aaron Brooks)‏ مواليد 14 يناير 1985، هو لاعب كرة سلة أمريكي يلعب مع فريق شيكاغو بولز في الرابطة الوطنية لكرة السلة ويحمل الرقم 0. يبلغ طوله 5 قدم 10 بوصة (1.8 م).

## فرق لعب لها
- هيوستن روكتس
- فينيكس صنز
- سكرامنتو كينغز
- دنفر ناغتس
- شيكاغو بولز

## روابط خارجية
- آرون بروكس على موقع إن بي أي (الإنجليزية)
- آرون بروكس على موقع سبورتس رفرنس (الإنجليزية)
- آرون بروكس على موقع كرة السلة الأوروبية.كوم (الإنجليزية)
- آرون بروكس على موقع إي إس بي إن.كوم (الإنجليزية)
- آرون بروكس على موقع كلية كرة السلة في سبورتس رفرنس.كوم (الإنجليزية)
- آرون بروكس على موقع ريلجم (الإنجليزية)
- آرون بروكس على موقع بروبوليرز (الإنجليزية)
- آرون بروكس على موقع سبورتس رفرنس (الإنجليزية)
- آرون بروكس على موقع سبورتس رفرنس (الإنجليزية)